# 巨蝮三式鏈炮
巨蝮三式鏈炮（英語：Bushmaster III，以下簡稱：巨蝮三式）是一門由美国武器製造商阿連特科技系統公司（簡稱：ATK）所研製及生產、可自動／半自動射擊的鏈炮，發射35×228毫米歐瑞康／北約口徑或50毫米超級炮擊型机炮炮彈。

## 概述
巨蝮三式是以最初由阿連特科技系統公司研發的M242「巨蝮式」25×137毫米口径鏈炮為藍本，並且加大及增強結構以承受35毫米机炮炮彈的膛壓以至後座力。此外，它在設計時也考慮將其口徑更換為50毫米超級炮擊型彈殼埋頭式炮彈。該武器已被丹麥和荷蘭軍隊選定為其目前服役的CV90裝甲戰鬥車的出口版本所搭載的主要武器，並因而令其編號改為CV9035。
與巨蝮炮族的其他成員一樣，巨蝮三式是一款鏈炮，雖然射速較低，但可靠性和安全性都很好，不會發生彈藥自燃。
美國軍隊亦正在測試的巨蝮三式的50毫米口徑炮彈版本，用作反火箭炮、火砲及迫擊砲系統（C-RAM），以及反無人機（C-UAV）的武器。最初是在擴展區域保護及生存整合示範（EAPS ID）計劃以下進行研發的它，發射50×319毫米炮彈，並且已經在「利用作為傳感器的干涉式雷达、火控計算機，以及無線射頻發射和接收器等一系列裝置，向目標發射可修正航向的彈藥以遠距離跟踪移動目標」的測試上獲得成功。這發指令制導的攔截彈藥具有接收操縱和戰鬥部起爆命令的推進器，其中钽-钨合金襯板形成的向前推進式穿甲彈用以擊破C-RAM系統的目標，而全鋼彈身則以破片摧毀無人機。該系統可破壞在1,000公尺（1,093.61碼，3,280.84英尺，0.62英里）範圍和1,500公尺（4,900英尺）高度以內的無人機。透過更換槍管和一些關鍵零件，可以將巨蝮三式鏈炮改裝為50毫米口徑版本，從而發射 SuperShot 50炮彈。
2019年10月，諾斯洛普格魯曼公司於美國陸軍協會（AUSA）年會當中，首次正式展出巨蝮三式的50毫米口徑炮彈版本，並且命名為XM913。

## 其他規格
- 後座力：14,000磅（6,350公斤）
- 電源要求：3.0馬力（2.2千瓦）時為24伏特
- 清潔方法：開放槍機、半閉鎖槍機
- 保險：絕對防遲發保護

## 使用國
- 丹麦：丹麥國防軍
- 荷蘭：荷兰军队

## 資料來源
1. ↑  包括槍管、驅動用電動機、緩衝系統和整體式雙向供彈器。
2. ↑  .   [2016-06-28]. （原始内容存档于2019-12-06）.
3. ↑  Larrinaga, de, Nicholas. . IHS Jane's 360. 10 October 2016  [10 October 2016].
4. ↑  Third armaments revolution set to unfold （页面存档备份，存于） - Army.mil, 24 April 2015
5. ↑  Innovative Army technology gains new potential （页面存档备份，存于） - Army.mil, 9 July 2015
6. ↑  Army engineers demonstrate anti-drone technology （页面存档备份，存于） - Army.mil, 5 October 2015
7. ↑  . European Security & Defense. 7 February 2020  [2025-02-17]. （原始内容存档于2025-02-17）.

## 外部連結
- （英文）—Alliant Techsystems (ATK) Bushmaster III Automatic Cannon Fact Sheet （页面存档备份，存于）
- （英文）—Army-Guide.com—Bushmaster III 35 （页面存档备份，存于）
- （英文）—Deagel.com—M242 Bushmaster III （页面存档备份，存于）
- （英文）—SNAFU Solomon.hk—Upgunned Bradley 35mm Bushmaster III
- （英文）—WARFARE TECHNOLOGY.hk—ATK Bushmaster III Automatic Cannon
- （英文）—weaponsystems.net－Bushmaster （页面存档备份，存于）